# Habia atrimaxillaris
La piranga hormiguera de mejillas negras o habia carinegra (Habia atrimaxillaris) es un ave paseriforme de la familia Cardinalidae. Es endémica de la península de Osa en Costa Rica. Su hábitat natural son los bosques húmedos y matorrales. Está en peligro debido a la pérdida de su hábitat.